# Elmo Veron
Pour les articles homonymes, voir Véron.
Elmo (Joseph) Veron est un monteur américain, né le 17 septembre 1903 à La Nouvelle-Orléans (Louisiane), mort le 7 novembre 1990 à Los Angeles (Californie).

## Biographie
Elmo Veron entame sa carrière de monteur au sein de la Metro-Goldwyn-Mayer, où ses trois premiers films à ce poste sortent en 1937, dont Capitaines courageux de Victor Fleming (avec Freddie Bartholomew et Spencer Tracy), qui lui vaut son unique nomination à l'Oscar du meilleur montage.
Suivent vingt-neuf autres films américains, le dernier étant La Vengeance de Scarface (en) de Mark Stevens (production d'Allied Artists, 1954, avec le réalisateur et Martha Hyer).
Citons également La Dame des tropiques de Jack Conway (1939, avec Robert Taylor et Hedy Lamarr), La Tempête qui tue de Frank Borzage (1940, avec James Stewart et Margaret Sullavan) et Quelque part en France de Jules Dassin (1942, avec Joan Crawford et John Wayne).
Pour la télévision, entre 1951 et 1972 (année où il se retire), Elmo Veron est monteur sur dix-sept séries américaines, dont Les Incorruptibles (dix épisodes, 1960-1961), Des agents très spéciaux (trois épisodes, 1966) et Commando Garrison (sept épisodes, 1967).

## Filmographie partielle

### Cinéma
- 1937 : Capitaines courageux (Captains Courageous) de Victor Fleming
- 1937 : Saratoga de Jack Conway
- 1937 : Thoroughbreds Don't Cry d'Alfred E. Green
- 1938 : Frou-frou (The Toy Wife) de Richard Thorpe
- 1938 : Trois Hommes dans la neige ou Sans tambour, ni trompette (Paradise for Three) d'Edward Buzzell
- 1938 : Des hommes sont nés (Boys Town) de Norman Taurog
- 1938 : Le Jeune docteur Kildare (Young Dr. Kildare) de Harold S. Bucquet
- 1939 : Mon mari conduit l'enquête (Fast and Loose) d'Edwin L. Marin
- 1939 : Lucky Night de Norman Taurog
- 1939 : La Dame des tropiques (Lady of the Tropics) de Jack Conway
- 1939 : Nick Carter, Master Detective de Jacques Tourneur
- 1939 : Mon mari court encore (Fast and Furious) de Busby Berkeley
- 1940 : La Jeunesse d'Edison (Young Tom Edison) de Norman Taurog
- 1940 : La Tempête qui tue (The Mortal Storm) de Frank Borzage
- 1940 : Keeping Company de S. Sylvan Simon
- 1941 : La vie commence pour André Hardy (Life Begins for Andy Hardy) de George B. Seitz
- 1941 : I'll Wait for You de Robert B. Sinclair
- 1941 : Évitons le scandale ! (Design for Scandal) de Norman Taurog
- 1942 : Quelque part en France (Reunion in France) de Jules Dassin
- 1942 : On demande le docteur Gillespie (Calling Dr. Gillespie) de Harold S. Bucquet
- 1942 : Un Américain pur sang (Joe Smith, American) de Richard Thorpe
- 1942 : André Hardy fait sa cour (The Courtship of Andy Hardy) de George B. Seitz
- 1943 : A Stranger in Town de Roy Rowland
- 1944 : Voyage sans retour (Till We Meet Again) de Frank Borzage
- 1947 : The Return of Rin Tin Tin de Max Nosseck
- 1954 : La Vengeance de Scarface (Cry Vengeance) de Mark Stevens

### Séries télévisées
- 1955 : The Lone Ranger, saison 4, épisode 24 Code of the Pioneers de Wilhelm Thiele
- 1960-1961 : Les Incorruptibles (The Untouchables), saison 2, 10 épisodes
- 1966 : Des agents très spéciaux (The Man from U.N.C.L.E.), saison 3, épisode 10 Grande Première (The Off-Broadway Affair), épisode 15 Joyeux Noël (The Jingle Bells Affair) de John Brahm et épisode 16 Le danger vient du ciel (The Take Me to Your Leader Affair) de George Waggner
- 1967-1968 : Commando Garrison (Garrison's Gorillas), saison unique, 7 épisodes

## Galerie photos

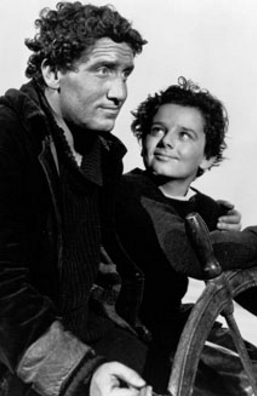
Capitaines courageux (1937) : Spencer Tracy et Freddie Bartholomew (photo promotionnelle)
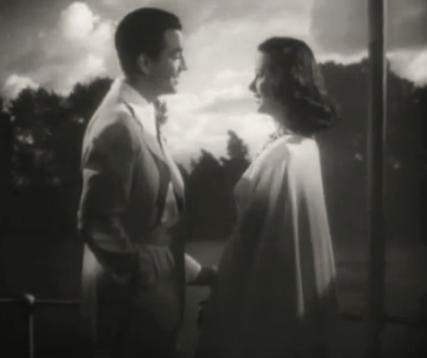
La Dame des tropiques (1939) : Robert Taylor et Hedy Lamarr
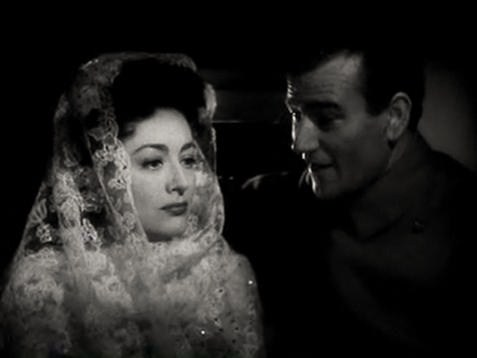
Quelque part en France (1942) : Joan Crawford et John Wayne
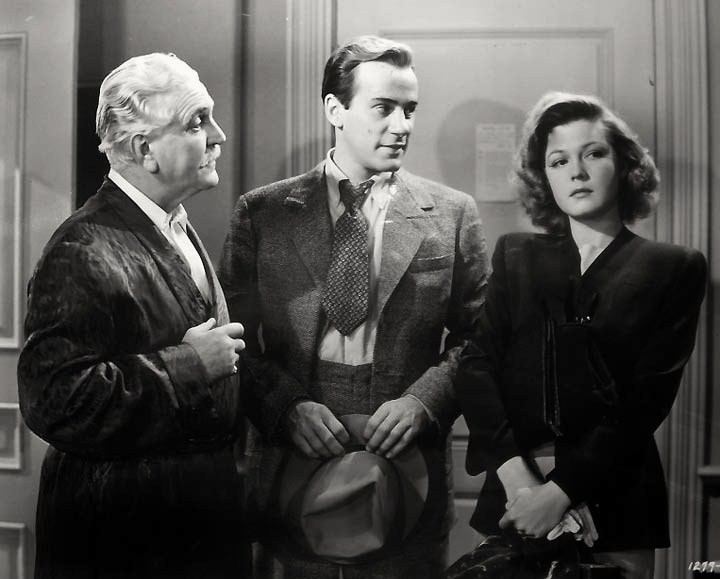
A Stranger in Town (1943) : Frank Morgan, Richard Carlson et Jean Rogers (de g.à d.)

## Distinction
- Nomination à l'Oscar du meilleur montage en 1938, pour Capitaines courageux.